# Woodbury (Vermont)
Woodbury és una població dels Estats Units a l'estat de Vermont. Segons el cens del 2000 tenia 809 habitants.

## Demografia
Segons el cens del 2000, Woodbury tenia 809 habitants, 329 habitatges, i 209 famílies. La densitat de població era de 8,3 habitants per km².
Per edats la població es repartia de la següent manera: un 23,6% tenia menys de 18 anys, un 7,5% entre 18 i 24, un 30,2% entre 25 i 44, un 31,6% de 45 a 60 i un 7% 65 anys o més.
L'edat mediana era de 40 anys. Per cada 100 dones de 18 o més anys hi havia 106 homes.
La renda mediana per habitatge era de 35.357 $ i la renda mediana per família de 42.727 $. Els homes tenien una renda mediana de 27.434 $ mentre que les dones 25.417 $. La renda per capita de la població era de 19.772 $. Entorn del 5,1% de les famílies i el 8,3% de la població estaven per davall del llindar de pobresa.